# Krušćica (rijeka)
Krušćica (zbog sela u kojem izvire spominje se i kao Krupa) je rijeka u BiH u Uskoplju. 
Izvire iz pećine ispod brda Kik, djela Vranice. Vodom iz vrela Krušćice se napaja Bugojno (od 1975.) i Uskoplje tijekom sušnijih ljetnih mjeseci (od 1964.). Zbog kratkog toka nema pritoka. U Krušćici ima lipljena i potočne pastrve.